# JH Djazaïr
JH Djazaïr (arab. جيل هندسة الجزائر) – algierski klub piłkarski z siedzibą w Algierze.

## Historia
DNC Alger został założony w 1968 roku w Algierze, ale rywalizował na poziomie krajowym od sezonu 1972/73, gdy awansował do ćwierćfinału Pucharu Algierii w tym czasie. W 1977 awansował do Première Division.
W 1981 roku zmienił nazwę na JH Djazaïr, kiedy zdobył swój najważniejszy tytuł – Puchar Algierii, wygrywając w finale 2:1 klub MA Hussein Dey. Dzięki temu sukcesowi zespół zakwalifikował się do turnieju międzynarodowego. Uczestniczył w rozgrywkach Pucharu Zdobywców Pucharów Afryki 1983 roku, gdzie w ćwierćfinale przegrał z ASEC Mimosas. Ale wcześniej po zakończeniu sezonu 1981/82, w której zajął przedostatnie 15 miejsce spadł do drugiej dywizji.
W sezonie 1985/86 powrócił do pierwszej dywizji, ale nie utrzymał się w niej – ostatnie 20 miejsce i spadek do drugiej dywizji.
W sezonie 1988/89 zajął 7 miejsce w grupie 3 drugiej ligi algierskiej.
W 1989 roku został rozwiązany.

## Sukcesy

### Trofea międzynarodowe
- Afrykański Puchar Zdobywców Pucharów:
  - ćwierćfinalista: 1983

### Trofea krajowe
| \| \| Zdobyte trofea w rozgrywkach Algierii (stan na: 31-05-2014) \| |                                                             |      |          |
| Rozgrywki                                                            | Osiągnięcie                                                 | Razy | Sezon(y) |
| Mistrzostwo                                                          | I miejsce                                                   | 0    |          |
| Mistrzostwo                                                          | II miejsce                                                  | 0    |          |
| Mistrzostwo                                                          | III miejsce                                                 | 0    |          |
| Mistrzostwo                                                          | 7 miejsce                                                   | 1    | 1981     |
| Puchar                                                               | zdobywca                                                    | 1    | 1981/82  |
| Puchar                                                               | finalista                                                   | 1    | 1983/84  |
| II liga                                                              | I miejsce                                                   | ?    |          |
| II liga                                                              | II miejsce                                                  | ?    |          |
| II liga                                                              | III miejsce                                                 | ?    |          |
| Algieria                                                             | Zdobyte trofea w rozgrywkach Algierii (stan na: 31-05-2014) |      |          |

## Stadion
Klub rozgrywał swoje mecze domowe na stadionie Stade Omar Hamadi w Algierze, który może pomieścić 12,000 widzów.